# Гоголе-Великі
Гоголе-Великі (пол. Gogole Wielkie) — село в Польщі, у гміні Голимін-Осьродек Цехановського повіту Мазовецького воєводства.
Населення — 171 особа (2011).
У 1975-1998 роках село належало до Цехановського воєводства.

## Демографія
Демографічна структура станом на 31 березня 2011 року:
|          | Загалом | Допрацездатний вік | Працездатний вік | Постпрацездатний вік |
| -------- | ------- | ------------------ | ---------------- | -------------------- |
| Чоловіки | 98      | 22                 | 75               | 1                    |
| Жінки    | 73      | 20                 | 38               | 15                   |
| Разом    | 171     | 42                 | 113              | 16                   |